# Аридизация
Аридизация (от лат. aridus — сухой) — это комплекс процессов уменьшения степени увлажнения территорий, который вызывает сокращение биологической продуктивности экосистем за счёт уменьшения разницы между осадками и испарением. Со временем испарения начинают преобладать над осадками.
Существенная аридизация суши произошла во время бурного развития сельского хозяйства за счёт вырубки лесов и снижения в результате суммарного испарения (эвапотранспирации).

## Причины аридизации
Причины могут быть как природными, так и антропогенными. К природным можно отнести циклические изменения климата. Антропогенными являются уничтожения растительности, откачка подземных вод, эрозия, пыльные бури.

## Последствия аридизации
Следствием аридизации является опустынивание и увеличение степени сухости пустынных территорий.